# Carga sellada
Carga sellada é um filme de drama boliviano de 2015 dirigido e escrito por Julia Vargas-Weise. Foi selecionado como representante de seu país ao Oscar de melhor filme estrangeiro em 2017.

## Elenco
- Gustavo Sánchez Parra - Mariscal
- Luis Bredow - Agustin Klinger
- Fernando Arze - Antonio Urdimala
- Daniela Lema - Tania Tintaya
- Marcelo Nina - Choque
- Prakriti Maduro - Nena